# Visafslag (Spakenburg)
Het gebouw van de voormalige visafslag is een monumentaal pand op de kop van een landtong tussen de Oude Haven en de Havendijk in de Nederlandse plaats Spakenburg.

## Beschrijving
Het gebouw werd in 1923 neergezet als vervanging van een bestaand houten gebouw op die plaats. Het oorspronkelijk ontwerp van de Bunschoter architect Hendrik Dekkers was minder sober dan het gebouw dat uiteindelijk gerealiseerd werd. Het gebouw kent één bouwlaag. Aan de noordzijde is de gevel aan twee zijden afgeschuind. In het midden van de noordgevel bevindt zich een van de toegangsdeuren. In dit gevelgedeelte en in de twee schuine vlakken aan de noordzijde bevinden zich meerdere lichtspleten. De hoofdentree bevindt zich aan de oostzijde. Aan de westzijde zijn twee toegangsdeuren, een dubbele en een enkele houten deur. Het kantoor bevindt zich aan de zuidoostelijke zijde van het gebouw.
Het oorspronkelijke interieur, inclusief de trapsgewijs oplopende van 1 t/m 100 genummerde houten banken, is bewaard gebleven. Ook de veilingklok en de rails met wagen en zinken kiepbak maken deel uit van dit oorspronkelijke interieur.
Het gebouw van de voormalige visafslag is erkend als rijksmonument vanwege de architectuurhistorische en de cultuurhistorische waarde. Zowel exterieur als interieur zijn gaaf bewaard gebleven. Het gebouw is een kenmerkend onderdeel voor de oude vissersplaats Spakenburg uit de periode voor de afsluiting van de Zuiderzee. Het gebouw toont op welke wijze deze voor het dorp belangrijke vorm van handel in vis in de praktijk in zijn werk ging. Ook de markante ligging op de kop van de Spakenburgse haven speelde een rol bij de aanwijzing tot rijksmonument.
In 1986 is de visafslag gesloten. Vanaf die tijd is het gebouw in gebruik als museum.